# Milloja
Milloja är ett vattendrag i Estland.   Det ligger i landskapet Ida-Virumaa, i den östra delen av landet, 150 km öster om huvudstaden Tallinn.